# Kertonatan
Kertonatan is een bestuurslaag in het regentschap Sukoharjo van de provincie Midden-Java, Indonesië. Kertonatan telt 3543 inwoners (volkstelling 2010).